# Cesare Spadoni
Cesare Spadoni   (Bagnacavallo, segle XIX - segle XX) fou un tenor italià actiu durant les dues primeres dècades del segle xx.
La Temporada 1915-1916 va cantar com a comprimari al Gran Teatre del Liceu de Barcelona.